# Індійці в Україні
Індійці в Україні — особи індійського походження, що є громадянами Індії або народилися в Україні.

## Історія
Крім невеликої індійської бізнес-спільноти в Києві, близько 18 000 індійських студентів вивчають медицину та інженерію в українських університетах.
За даними Міністерства освіти і науки України станом на 2022 рік, в Україні проживало понад 20 тис. громадян Індії, з них близько 18 тисяч – студенти.

## Релігія
Більшість громадянян Індії, що проживають в Україні є індуїстами, також частина - це сикхи.
У місті Одеса є Гурдвара Нанак Дарбар. Заснували її біженці-сикхи з Афганістану.

## Мова
Більшість індійців вважають гінді рідною мовою. Також знають англійську та українську мови.